# Adoristes ovatus
Adoristes ovatus är en kvalsterart som först beskrevs av Koch 1839.  Adoristes ovatus ingår i släktet Adoristes och familjen Liacaridae. Inga underarter finns listade i Catalogue of Life.